# We Love Hardcore
We Love Hardcore è un singolo del gruppo musicale tedesco Scooter in collaborazione con il duo di DJ belgi Dimitri Vegas & Like Mike,  pubblicato il 19 marzo 2021. Apre l'album "God Save The Rave".

## Storia
Un assaggio del singolo è stato offerto al pubblico già il 25 luglio 2020, quando la prima metà è stata inserita in un DJ set online organizzato in sostituzione del festival Tomorrowland, cancellato quell'anno. La traccia, inclusa come brano di chiusura nella compilation "Tomorrowland Around the World - The Digital Festival, The Reflection of Love Chapter I", era ancora presentata come un remix di "Kernkraft 400" e la sua qualità non era ottimale a causa del rumore dei fuochi d'artificio durante il DJ set. 
Un mese dopo, una versione leggermente migliore, estratta da un altro DJ set, è stata caricata online con il titolo definitivo "We Love Hardcore".
L'annuncio ufficiale del singolo, come anticipazione del nuovo album di Scooter, è arrivato a febbraio 2021. La versione finale mantiene la prima metà già conosciuta, mentre nella seconda parte il basso è stato sostituito con un ritmo hardstyle. La presentazione ufficiale del brano, inizialmente prevista per il festival Tomorrowland, è stata rimandata a causa della pandemia globale di coronavirus, motivo del ritardo nella pubblicazione.

## Tracce
1. We Love Hardcore – 3:15
2. We Love Hardcore (Extended Mix) – 4:34

## Altre versioni
Nel marzo 2020, durante un DJ set, Dimitri Vegas & Like Mike hanno suonato un remix di "Kernkraft 400" con una base molto simile a quella di "We Love Hardcore". In seguito, anche Scooter ha iniziato a suonare questa versione durante i concerti. Il brano è stato inoltre incluso nella compilation "Kontor Top of the Clubs Vol.89".

## Campionamenti
We Love Hardcore conteien un campionamento del brano "Kernkraft 400", pubblicato nel 1999 dal gruppo tedesco Zombie Nation.

## Videoclip
Il videoclip ufficiale presenta un montaggio di immagini tratte da concerti precedenti, con alcune scene in cui H.P. Baxxter viene proiettato su schermi giganti.